# Cryptolabis clausula
Cryptolabis clausula är en tvåvingeart som beskrevs av Alexander 1969. Cryptolabis clausula ingår i släktet Cryptolabis och familjen småharkrankar. Inga underarter finns listade i Catalogue of Life.